# 横手市立保呂羽小学校
横手市立保呂羽小学校（よこてしりつ ほろわしょうがっこう）は、秋田県横手市大森町八沢木にかつて存在した公立小学校。

## 概要
保呂羽小学校は、前田小学校・坂部小学校の統合によって1989年（平成元年）に開校した学校であるが、2007年（平成19年）に大森小学校へと統合され、閉校した。
閉校後、校舎の一部を改修して2010年（平成22年）4月18日に「前田公民館」が開館した。同地区には以前から公民館は存在したが、建物の老朽化が進んでいたことや、2008年（平成19年）に県の土砂災害警戒地区に指定されたこともあり、地元住民から移転が促進された。2023年（令和5年）4月1日には「ほろわ地区交流センター」へと改称した。

## 沿革

### 略歴
保呂羽小学校の前身となるのは、明治期に発された学制によって1883年9月9日に開校した「木ノ根坂小学校」である。1885年12月28日には、後に坂部小学校として独立する「坂部分教場」を設置している。
1892年に校舎を八沢木村字本木へ移転し「本木小学校」と改称。1895年には中房小学校と統合し「八沢木尋常小学校」と改称し、本木分教場を設置（1904年1月26日廃止）。1903年12月22日には校舎を木ノ根坂へ移転し「木ノ根坂尋常小学校」と改称。1904年5月18日には高等科を設置し「木ノ根坂尋常高等小学校」となるが、1908年3月31日に高等科は廃止され「木ノ根坂尋常小学校」と再度改称した。
第二次世界大戦が勃発し、国民学校令が公布された1941年に「八沢木第二国民学校」へ、終戦後の学校教育法によって「八沢木西小学校」へと改称された。1955年に八沢木村が大森町と合併した際に「大森町立前田小学校」へと改称。同時に坂部分校は「大森町立坂部小学校」として独立した。
1989年、大森町八沢木地区の前田小・坂部小は統合され、「大森町立保呂羽小学校」が発足した。2005年には、旧横手市と平鹿郡5町2村による合併で横手市が発足し、「横手市立保呂羽小学校」となるが、市が策定した「市立小中学校 通学区再編にかかる学校統合計画」に基づき、2007年に閉校して大森小学校へと統合された。

### 年表
以下、注釈のない前田小・坂部小に関する項目は『大森町郷土史（1981年）』の情報によるもの。保呂羽小に関する情報は旧大森町の公式サイトによるもの。
- 1883年9月9日 - 「木ノ根坂小学校」として開校。
- 1885年12月28日 - 坂部分教場を設置。
- 1892年 - 校舎を移転（八沢木村字本木）し、「本木小学校」と改称。
- 1895年 - 中房小学校と合併し、「八沢木尋常小学校」と改称。本木分教場を設置。
- 1903年12月22日 - 校舎を移転（木ノ根坂）し、「木ノ根坂尋常小学校」と改称。
- 1904年
  - 1月26日 - 本木分教場を廃止。
  - 5月18日 - 高等科を設置し、「木ノ根坂尋常高等小学校」と改称。
- 1908年
  - 3月31日 - 高等科を廃止し、「木ノ根坂尋常小学校」と再度改称。
  - 10月1日 - 坂部分教場、校舎を移転（坂部字小屋ノ沢1-1）。
- 1913年4月1日 - 私立農業補習学校を附設（設置者は大友養之助）。
- 1916年4月1日 - 私立農業補習学校を廃止し、村立農業補習学校を附設。
- 1935年7月1日 - 木ノ根青年学校を附設。
- 1937年4月1日 - 高等科を附設し、「木ノ根坂尋常高等小学校」と再度改称。
- 1941年4月1日 - 国民学校令により、「八沢木村立八沢木第二国民学校」と改称。
- 1947年4月1日 - 学校教育法（現行法）により、「八沢木村立八沢木西小学校」と改称。八沢木中学校を附設。
- 1953年1月1日 - 現在地に移転。
- 1955年4月1日 - 町村合併により、「大森町立前田小学校」と改称。坂部分教場が独立し「大森町立坂部小学校」として発足。
- 1968年
  - 4月27日 - 坂部小、校舎が全焼。
  - 9月11日 - 坂部小、新校舎が竣工。10月11日には体育館が竣工し、11月6日に落成式を挙行。
- 1970年3月15日 - 前田小、校歌制定。（作詞：宮川宝亀、作曲：佐藤長太郎）
- 1971年
  - 8月5日 - 前田小、プール竣工。
  - 11月20日 - 前田小、新校舎竣工。
- 1973年7月7日 - 坂部小、プール竣工。
- 1989年3月31日 - 前田小・坂部小閉校。
- 1989年
  - 4月1日 - 前田小学校の校舎を使用し、「大森町立保呂羽小学校」として開校。
  - 12月26日 - 校舎改修工事竣工。
- 1990年3月31日 - 前田運動場（校庭）完成。
- 2005年10月1日 - 市町村合併により「横手市立保呂羽小学校」となる。
- 2007年3月31日 - 閉校[3]。

## 校歌
- 作詞：小松 連蔵
- 作曲：坂本 昌

## 学校行事
| - 4月：始業式、入学式、PTA総会、家庭訪問、健康診断、1年生を迎える会、運動会 - 5月：修学旅行、遠足、わらび採り集会、学校参観、避難訓練 - 6月：花壇・農園植え付け、保呂羽山野外体験学習ほろわの里まつり - 7月：全校PTA、終業式、やまびこ教室 - 8月：始業式、全校テスト | - 9月：学習発表会 - 10月：なべっこ、白寿園訪問、校内体育会 - 11月：教育の町推進大会、祖父母学級 - 12月：全校PTA、終業式 - 1月：始業式、全校テスト、避難訓練 - 2月：スキー教室、校内スキー大会 - 3月：全校PTA、6年生を送る会、卒業式、修了式 |

## 周辺
- 秋田県道29号横手大森大内線
- 保呂羽山波宇志別神社
- 秋田県立保呂羽山少年自然の家